# 피츠버그 신학교
피츠버그 신학교 (Pittsburgh Theological Seminary)는 1794년 설립되어 목회자 교육을 담당하는 개혁주의 전통의 신학교이다. 미국장로교(PCUSA)에 소속되어 있다. 신학교 교육은 성경과 에큐메니칼 정신으로 이루어진다. 미국 펜실베이니아주 피츠버그 근교 이스트 리버티에 위치하고 있다.

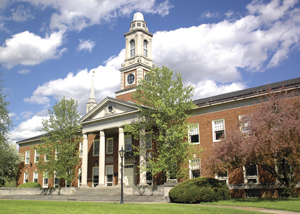
피츠버그 신학교

## 학위과정들
피츠버그 신학교는 북미 신학교협회 (ATS)와 MSACS에서 인정을 받고 있다.
- Master of Divinity (M.Div)
- Master of Divinity with Church Planting Emphasis
- Master of Divinity with Certificate in Urban Ministry
- Master of Arts (M.A.)
- [ Master of Arts in Theology and Ministry] (M.A.T.M.)
- Master of Sacred Theology (S.T.M)
- Doctor of Ministry (D.Min) Focus areas include Urban Change, Missional Leadership, Science and Theology, Reformed, Parish, Reformed Christian Spirituality, and Eastern Christian.

## 유명동문
- 존 거스트너
- A. A. 핫지
- 벤저민 워필드
- 로버트 딕 윌슨
- R. C. 스프롤
- 프레드는"나리"로저스